# Dialeurolonga davidi
Dialeurolonga davidi là một loài côn trùng cánh nửa trong họ Aleyrodidae, phân họ Aleyrodinae.
Dialeurolonga davidi được Dubey & Sundararaj miêu tả khoa học đầu tiên năm 2006.